# Periscyphis jannonei
Periscyphis jannonei är en kräftdjursart som beskrevs av Arcangeli1940. Periscyphis jannonei ingår i släktet Periscyphis och familjen Eubelidae. Inga underarter finns listade i Catalogue of Life.